# Xã Erie, Quận Neosho, Kansas
Xã Erie (tiếng Anh: Erie Township) là một xã thuộc quận Neosho, tiểu bang Kansas, Hoa Kỳ. Năm 2010, dân số của xã này là 1.431 người.